# 卢皮亚克 (塔恩省)
卢皮亚克（法語：Loupiac，法語發音：[lupjak]）是法国奧克西塔尼大區塔恩省的一个市镇，属于阿尔比区。

## 地理
卢皮亚克（43°49'40"N, 1°46'54"E）面积10.82 平方千米，位于法国奧克西塔尼大區塔恩省，该省份为法国南部内陆省份，北起顺时针与阿韦龙省、埃罗省、奥德省、上加龙省和塔恩-加龙省接壤。
与卢皮亚克接壤的市镇（或旧市镇、城区）包括：塔恩河畔利勒、库富勒、蒙唐斯、帕里索、拉巴斯唐斯、日鲁桑斯。

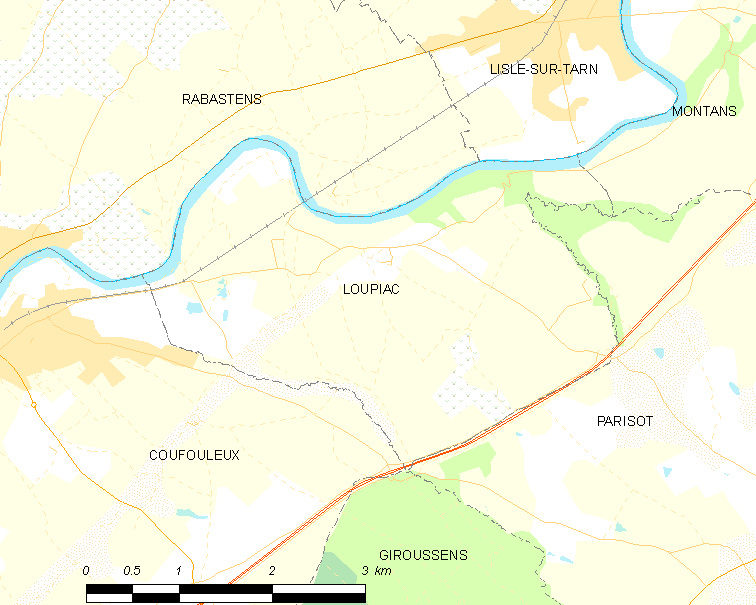
的OSM定位图

卢皮亚克的时区为UTC+01:00、UTC+02:00（夏令时）。

## 行政
卢皮亚克的邮政编码为81800，INSEE市镇编码为81149。

## 政治
卢皮亚克所属的省级选区为塔恩之门县。

## 人口

1962-2008年间人口变化图示

卢皮亚克于2022年1月1日时的人口数量为448人。